# Єремізино-Борисівська
Єремізино-Борисівська — станиця в Тихорєцькому районі Краснодарського краю. Центр Єремізино-Борисівського сільського поселення.
Населення 2 205 мешканців.
Станиця розташована вздовж берегів річки Борисівка (права притока Челбаса), простягнувшаяся на 8 км з заходу на схід, у степовій зоні. За 12 км захід від станиці знаходиться станиця Архангельська, де розташована залізнична станція Малоросійська. Станиця з кінця XX століття, до цього — хутір Єремізино-Борисівський.

## Адміністративний поділ
До складу Єремізино-Борисівського сільського поселення крім станиці Єремізино-Борисівська входить також хутір Український (118 чол.).
Населення всього 2 873 осіб.